# 大分県道668号山内新殿線
大分県道668号山内新殿線（おおいたけんどう668ごう やまうちにいどのせん）は、大分県豊後大野市を通る一般県道である。

## 概要
豊後大野市犬飼町山内から豊後大野市千歳町新殿に至る。

### 路線データ
- 起点：大分県豊後大野市犬飼町山内[1]（大分県道632号中土師犬飼線交点）
- 終点：大分県豊後大野市千歳町新殿[1]（大分県道57号竹田犬飼線交点）

## 歴史
- 1997年（平成9年）4月1日 - 大分県告示第450号により、県道山内新殿線として路線認定される[2]。
- 2018年（平成30年）3月31日 - 大分県告示第266号により、豊後大野市千歳町下山から新殿交差点の大分県道519号三重新殿線旧道の県道指定が解除され、終点では県道との接続がなくなる[3]。
- 2024年（令和6年）3月12日 - 大分県告示第144号により、終点位置を変更し、千歳支所付近の旧大分県道519号三重新殿線交点から大分県道57号竹田犬飼線交点に変更する[4]。

## 地理

### 通過する自治体
- 大分県
  - 豊後大野市

### 交差する道路
| 交差する道路                           | 交差する場所 | 交差する場所 |
| -------------------------------------- | ------------ | ------------ |
| 大分県道632号中土師犬飼線              | 犬飼町山内   | 起点         |
| 国道57号 / 中九州横断道路 犬飼千歳道路 | 千歳町新殿   | [ 注釈 1 ]   |
| 大分県道57号竹田犬飼線                 | 千歳町新殿   | 終点         |

### 沿線
- 中九州横断道路 犬飼千歳道路・千歳大野道路 千歳IC
- 豊後大野市役所 千歳支所
- 豊後大野市立千歳中学校
- 豊後大野市立千歳小学校